# Saint des saints (Jérusalem)
Pour les articles homonymes, voir Saint des saints.

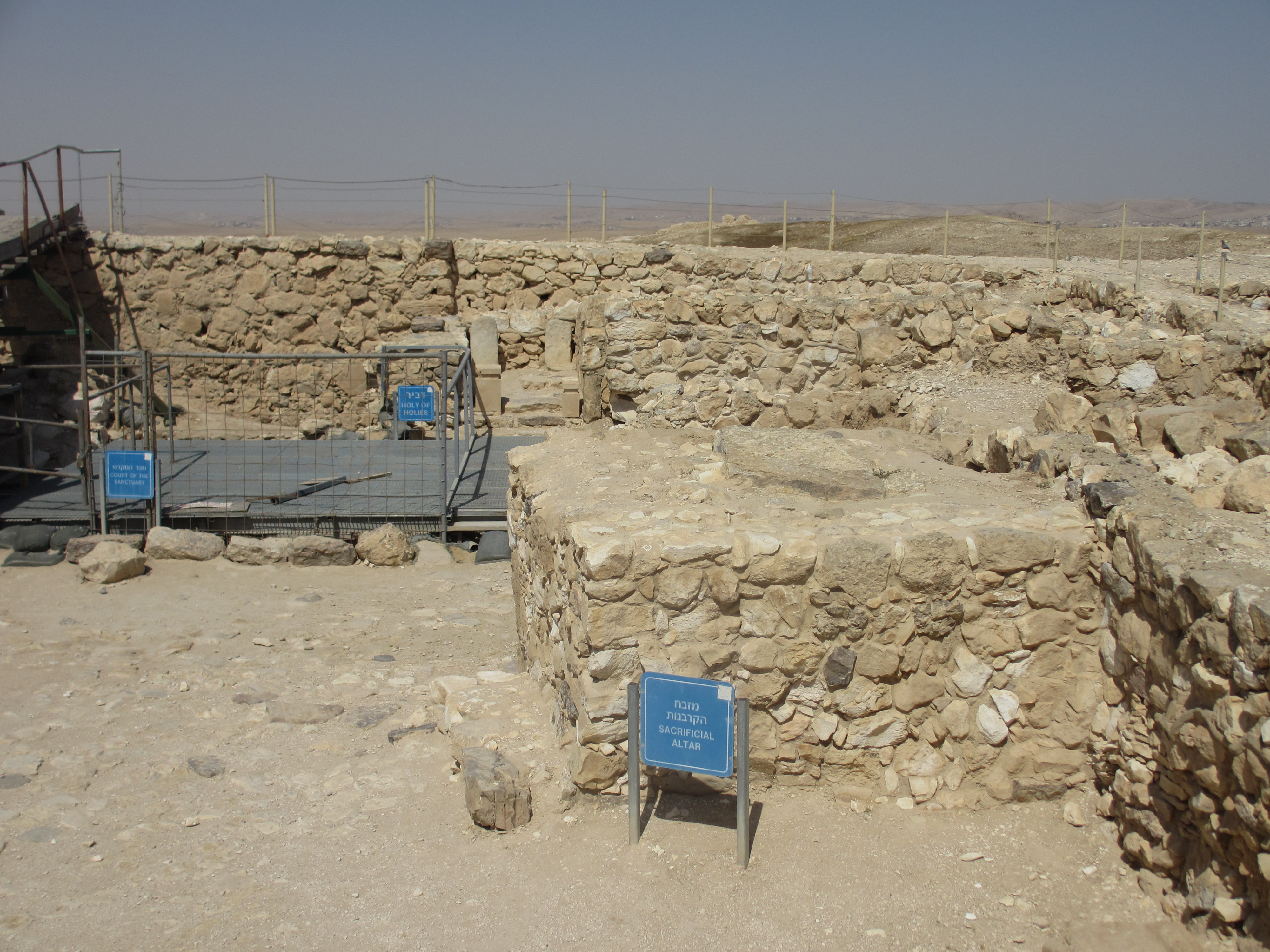
Autel et « débir » (Saint des Saints) dans les ruines de Tel Arad, Neguev (Israël).

Le Saint des saints (קודש הקודשים), ou Débir (en hébreu : דביר), est la partie la plus centrale, par exemple dans le temple de Jérusalem, sanctuaire de la religion juive dont la construction est attribuée à Salomon, selon la tradition biblique, et plus historiquement à Zorobabel au VIe siècle av. J.-C..
Il représente, dans le judaïsme, le lieu le plus saint comme désigné d'après le Livre de l'Exode (26:33), celui abritant l'Arche d'alliance. En son centre se trouvait une source. Seul le grand-prêtre d'Israël y avait accès, une fois par an, à l'occasion de la fête de Yom Kippour. Néanmoins, le 24 septembre 63 av. J.-C., Pompée, après avoir assiégé le roi de Judée Aristobule II qui s'était réfugié sur le mont du Temple, pénétra dans ce lieu sacré sans l'autorisation du grand-prêtre Hyrcan II, frère d'Aristobule.
La tradition juive le situerait aujourd'hui à l'emplacement du dôme du Rocher sur le mont du Temple, dans la vieille ville de Jérusalem, qui abrite le rocher de la Fondation du mont Moriah, emplacement de la ligature d'Isaac par Abraham. Signalons qu'il existe plusieurs hypothèses concernant sa localisation, par exemple celle de l'architecte Tuvia Sagiv, qui le situe plus au sud, ou celle d'Asher Kaufman qui le situe plus au nord, sous l'emplacement du dôme des Esprits.

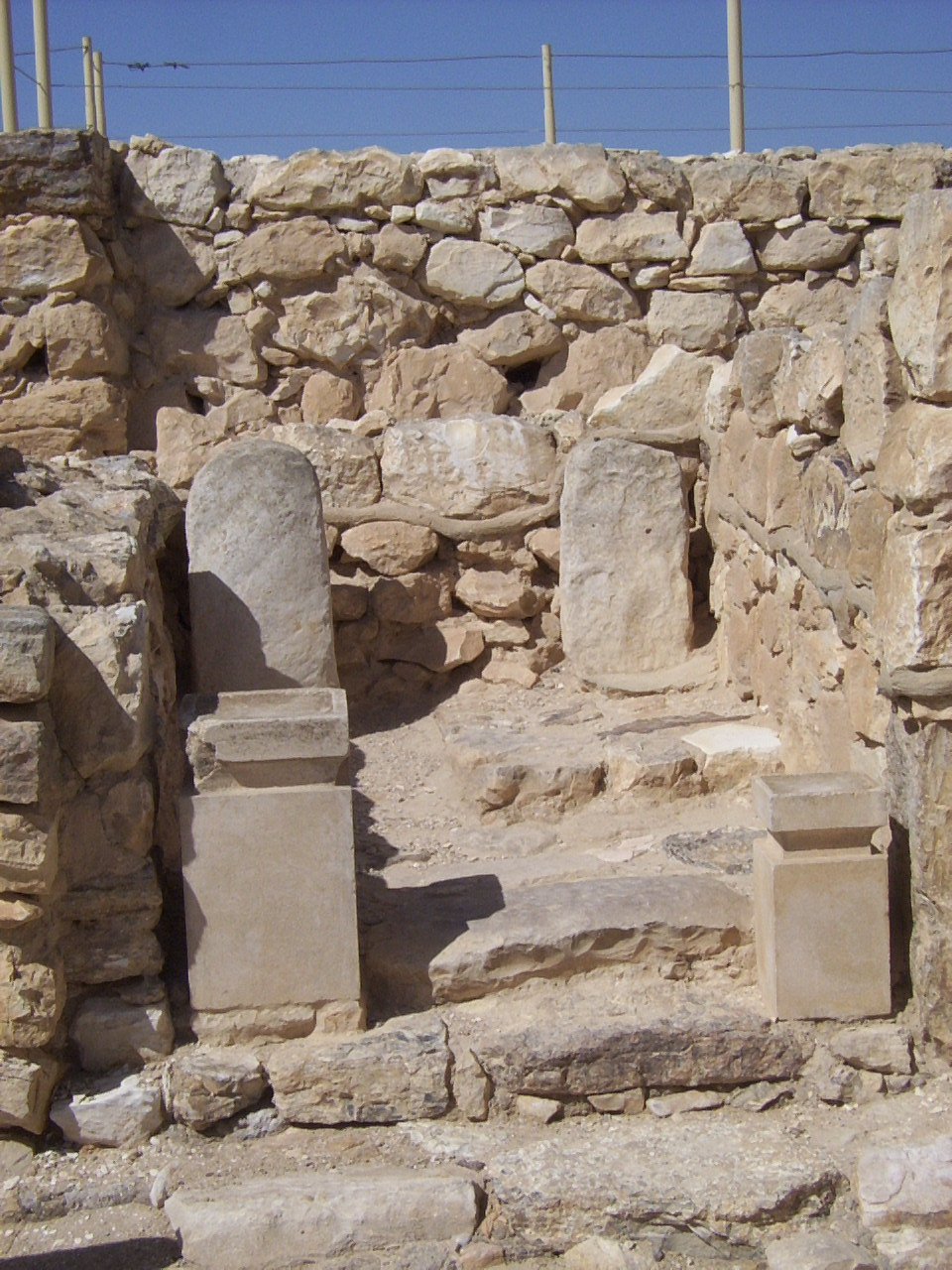
Ruines « d'un Débir » (Saint des saints), Tel Arad.

Comme tous les temples de l'Antiquité, il y avait une première chambre, appelée « saint » dans la Bible ou « hekhal » (du sumérien É.GAL, palais), et une seconde, appelée « Saint des saints ». La progression d'une chambre à l'autre est une façon de symboliser l'accès au monde transcendant[réf. nécessaire].